# Тошек
То̀шек (на полски: Toszek; на немски: Tost) е град в Южна Полша, Силезко войводство, Гливишки окръг. Административен център е на градско-селската Тошешка община. Заема площ от 9,71 км2.

## Население
Според данни от полската Централна статистическа служба, към 1 януари 2014 г. населението на града възлиза на 3 664 души. Гъстотата е 377 души/км2.

## Галерия
- Входната порта на замъка
- Вътрешният двор на замъка
- Тошецкият замък
- Вътрешният двор на замъка
- Кула и крепостни стени на замъка
- Отбранителни стени на замъка
- Пазарният площад на града
- Кметството на града
- църквата „Св. Екатарина Александрийска“
- Къща на викарият на църквата „Св. Екатарина Александрийска“
- Параклис на гробището